# Evangeline (1919)
Evangeline is een Amerikaanse dramafilm uit 1919 onder regie van Raoul Walsh. Het scenario is gebaseerd op het gelijknamige gedicht uit 1841 van de Amerikaanse auteur Henry Wadsworth Longfellow. De film is wellicht zoekgeraakt.

## Verhaal
In Acadië staat de jonge Evangeline op het punt te trouwen met Gabriel. Ze worden echter gedeporteerd door de Britten. Jarenlang is Evangeline op zoek naar haar geliefde. Ze vindt Gabriel pas terug op het einde van haar leven.

## Rolverdeling
| Acteur              | Personage              |
| ------------------- | ---------------------- |
| Miriam Cooper       | Evangeline             |
| Alan Roscoe         | Gabriel                |
| Spottiswoode Aitken | Benedict Bellefontaine |
| James A. Marcus     | Basil                  |
| Paul Weigel         | Pastoor Felician       |
| William A. Wellman  | Britse luitenant       |